# Södra Lunda
Södra Lunda är ett naturreservat i Norrköpings kommun i Östergötlands län.
Området är naturskyddat sedan 1975 och är 220 hektar stort. Reservatet omfattar  ön Södra Lunda och ett tiotal öar och skär utanför Arkö. Reservatet på Södra Lunda består av äldre tallskog och hällmarker och ett mindre klapperstensfält.